# مرسيدس بنز دبليو 112
مرسيدس بنز دبليو112 (بالإنجليزية: Mercedes-Benz W112) التي تم تسويقها باسم مرسيدس بنز 300 اس أي، هي سيارة أنتجتها مرسيدس-بنز بين اعوام 1962و1967. كانت متوفرة كسيارة كوبيه وسيارة مكشوفة وسيارة سيدان. وقد استندت هذه السيارات إلى هيكل مرسيدس بنز دبليو 111، لكنها زودت بمحرك سعة 3.0 ليتر بستة أسطوانات، وميزات فاخرة قياسية مثل نظام التعليق الهوائي، ونظام التوجيه المعزز آلياً، وناقل الحركة الأوتوماتيكي. كما صممت مقصورتها الداخلية بالخشب والجلد. ظهرت قاعدة العجلات الأطول 300 اس أي ال في عام 1963.

## معرض صور

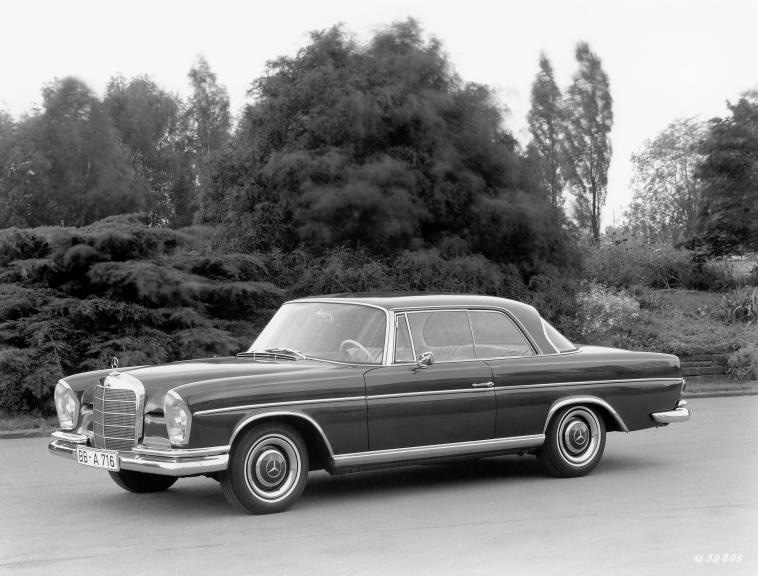
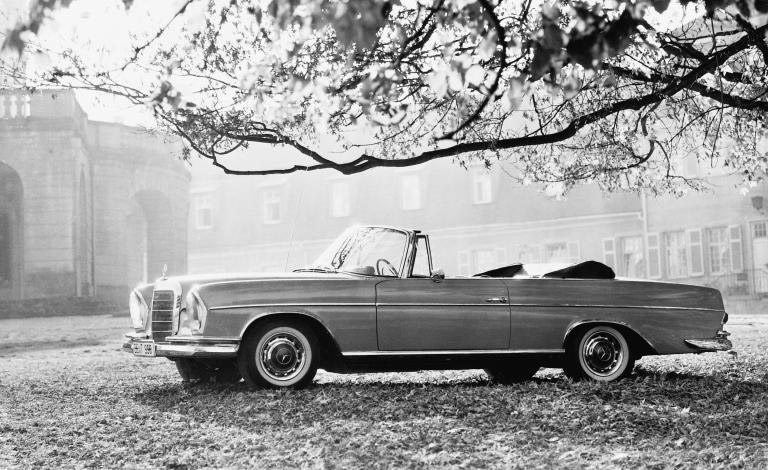
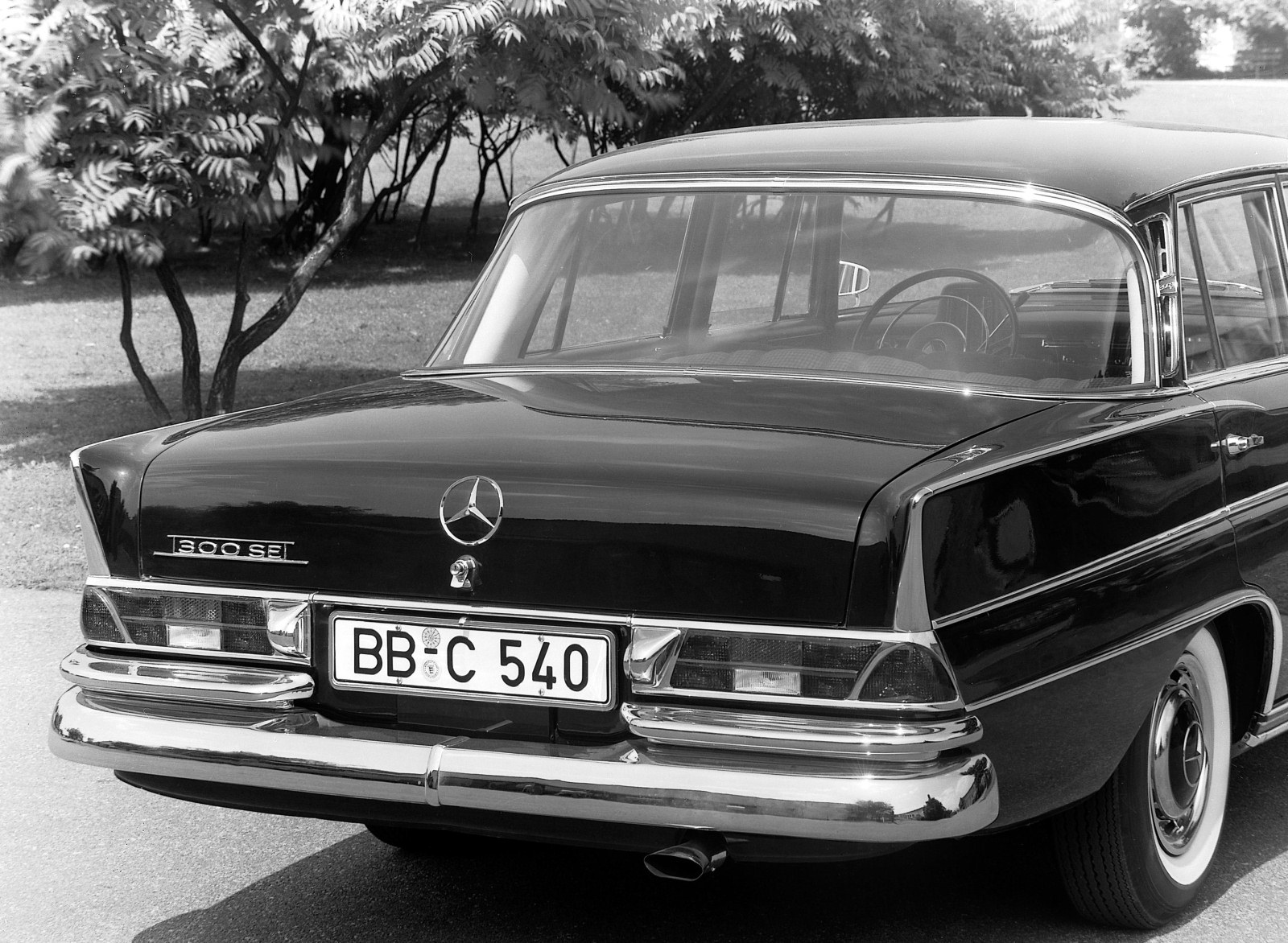